# NGC 1382
NGC 1382 este o galaxie lenticulară situată în constelația Cuptorul. A fost descoperită în 1865 de către Johann Friedrich Julius Schmidt⁠(d). Se află la o distanță de 20,14 de megaparseci de Pământ.